# Гловинський Мусій Миколайович
Мусій Миколайович Гловинський (1896, село Темне, Гайсинський повіт, Подільська губернія — †22 листопада 1921, містечко Базар, Базарська волость, Овруцький повіт, Волинська губернія) — козак 4-ї гарматної бригади 4-ї Київської дивізії Армії УНР, Герой Другого Зимового походу.

## Біографія
Народився в 1896 році у селі Темне Гайсинського повіту Подільської губернії в українській селянській родині.
Закінчив церковно-приходську школу.
Працював шевцем.
Не входив до жодної партії.
В Армії УНР служив з 1919 року.
Служив у гарматній бригаді 2-й Волинської дивізії.
Під час Другого Зимового походу — козак 4-ї гарматної бригади 4-ї Київської дивізії.
Потрапив у полон 17 листопада 1921 під селом Малі Миньки.
Розстріляний більшовиками 22 листопада 1921 року у місті Базар.
Реабілітований 27 квітня 1998 року.

## Вшанування пам'яті
- Його ім'я вибите серед інших на Меморіалі Героїв Базару.